# Галушка Артур Аркадійович
Арту́р Арка́дійович Галу́́шка (нар. 19 листопада 1959 — 22 травня 2015) — старший солдат Збройних сил України, учасник російсько-української війни.

## Життєвий шлях
У часі війни — стрілець, 24-й окремий штурмовий батальйон «Айдар».
22 травня 2015-го загинув під час виконання бойового завдання поблизу села Болотене Станично-Луганського району.
Похований у місті Щастя Луганської області.
Залишилась дружина.

## Нагороди та вшанування
- Указом Президента України № 310/2016 від 23 липня 2016 року — орденом «За мужність» III ступеня (посмертно)[3].